# Royce da 5’9"
Ра́йан Дэ́ниел Монтго́мери (англ. Ryan Daniel Montgomery, 5 июля 1977 года), более известный как Royce da 5’9″ (рус. Ройс да Файв-Найн) — рэпер из Детройта. Известен своим ранним сотрудничеством с Эминемом и последующей сольной карьерой, записью в первую очередь с DJ Premier, Nottz. Также писал тексты для таких исполнителей как P. Diddy и Dr. Dre. Также известен как член дуэтов Bad Meets Evil, PRhyme и группы Slaughterhouse.

## Карьера

### Раннее признание
Райан Монтгомери, родился на западе Детройта, штат Мичиган. В возрасте 10 лет переехал в Оук-Парк, штат Мичиган, позже получил прозвище «Ройс» из-за того что носил цепи с кулоном, напоминающим символ Rolls-Royce Limited. Он начал читать рэп в 18 лет, под влиянием Ras Kass и Redman. В 1998 году Монтгомери подписал свой первый контракт с лейблом Tommy Boy Records, который через некоторое время закрылся, и Ройс подписал контракт с Columbia Records, где начал запись альбома Rock City, ссылаясь на прежний статус в Детройте. Когда было записано много пиратских копий, Ройс перешёл на Koch Records, чтобы перезаписать альбом, в конечном итоге выпустить его удалось лишь в 2002 году под названием Rock City (Version 2.0). Хотя альбом практически не покупался, благодаря синглу «Boom», спродюсированному DJ Premier, 5’9" получил некоторое признание и в конечном итоге это привело двух музыкантов к более тесному сотрудничеству.
Через своего менеджера Royce был представлен Эминему в 1997 году, и рэперы создали совместный проект Bad Meets Evil, и выпустили вместе треки «Nuttin’ to Do», «Scary Movies» и «Bad Meets Evil». Ройс появился в дебютном альбоме Эминема The Slim Shady LP. Ройс и Эминем выпустил трек под названием «Renegade», в котором Ройс позже будет заменен на Jay-Z и трек войдёт в альбом Jay-Z The Blueprint. Через Эминема Ройс будет также представлен Dr. Dre и Game Recordings. После Ройс написал текст для песни «The Message» и оригинала «Xxplosive» (который также называется «Way I Be Pimping») для альбома Dre 2001.

### Вражда сD12
У Ройса были ссоры с группой, в которой состоял Эминем, D12 в том числе с общим другом Proof'ом. В результате затянувшегося соперничества рэпера и пяти участников группы из шести, Ройс выпустил 3 дисса на группу, первый назывется «Shit on You» который был записан под минусовку одноимённой песни группы, больше всех Ройс «наезжал» на Bizarre, второй дисс на группу назывался «Malcolm X», который был записан совместно с Tre Little. D12 в свою очередь ответили песней «Smack Down» записанной на инструментал песни 50 Cent, «Back Down». Также Proof записал дисс на Ройса под названием «Many Men». Позже вражда закончилась и Ройс даже поучаствовал на микстейпе D12, Return of the Dozen в 2008 году. После этого Royce da 5’9″ и D12 поехали в тур по Европе и Канаде.

### Сольные работы
В 2001 г. вышла на свет игра GTA 3, в саундтрек которой вошло несколько песен Ройса. Независимо от Bad Meets Evil Ройс смог возродить своё имя, и в 2004 г. рэпер выпустил свой второй альбом под названием Death Is Certain, который на данный момент является самым успешным альбомом Ройса. В этот альбом входит спродюсированный DJ Premier сингл под названием «Hip-hop».
После своего успешного второго альбома, Ройс выпустил свой третий сольник под названием Independent’s Day в 2005 г. Альбом был менее успешен чем его предыдущие релизы. В это время вражда Ройса и его бывшего друга Пруфа достигла точки кипения, и оба рэпера взялись за оружие. В результате двух соперников арестовали и за время, проведённое в тюрьме, рэперы примирились и позже провели два совместных тура. Ройс планировал другие проекты с рэпером Nottz и бывшей командой D-Elite, но этому помешало заключение в тюрьму.

### Релизы после выхода из тюрьмы
После освобождения в 2007 году, Ройс планировал сотрудничать с такими продюсерами, как DJ Premier и Statik Selektah, оттягивая выпуск интернет-релиза The Bar Exam. В интервью на Elemental Magazine, Ройс заявил, что будет выпущен совместный альбом с DJ Premier, но Premier опровергнул эту новость и заявил, что он будет участвовать только в продюсировании Ройса. После The Bar Exam Ройс принял участие в производстве сингла P. Diddy под названием «Tell Me» из альбома Press Play. После этого Diddy выразил заинтересованность в присоединении Ройса к его лейблу Bad Boy Entertainment; Nas также хотел присоединить Ройса к своему лейблу, существующему благодаря Def Jam, The Jones Experience, но ни одна из двух сделок не была произведена.
В начале 2008 года, 5’9 заявил, что хочет официально примириться с Эминемом. В конце того же года 5’9 выпустил свой очередной релиз The Bar Exam 2, совместно с DJ Green Lantern, а также была выпущена розничная версия микстейпа, под названием The Album, который произвели Green Lantern, 9th Wonder, Premier и 6 июля помогли рэперу с записью нового альбома, «Street Hop», Premier также помог с производством сингла с альбома, под названием «Shake This», видео на сингл был распространён в интернете. «Street Hop» был выпущен 20 октября 2009 года и был очень хорошо оценён критиками.
21 февраля 2020 года Royce Da 5`9 выпускает альбом "The Allegory". Гостевым участием на пластинке отметились Eminem, T.I, KXNG Crooked, Ashley Sorrell, DJ Premier и многие другие. "The Allegory" - первый альбом в карьере Royce Da 5`9, который он полностью спродюсировал сам.

### Slaughterhouse
Рэпер Joe Budden записал трек с Crooked I, Royce Da 5’9″, Joell Ortiz и Nino Bless под названием «Slaughterhouse», который вошёл в цифровой релиз рэпера под названием Halfway House. На основании этого Joe Budden, Crooked I, Royce Da 5’9″ и Joell Ortiz решили образовать группу, которую они назвали Slaughterhouse, в честь трека, записанного вместе. В начале 2009 года группа выпустила несколько песен, и 11 августа 2009 года на лейбле Entertainment One был выпущен альбом с одноимённым названием группы. В производстве альбома участвовали The Alchemist, DJ Khalil, Mr. Porter, Streetrunner, а также в качестве гостей выступили Pharoahe Monch, K. Young, и The New Royales. Ройс и Slaughterhouse позже подписали контракт с Shady Records, и была записана песня с участием Эминема и нового участника лейбла Yelawolf’а под названием «2,0 Boys», после чего новый состав Shady Records стали называть именно 2.0 Boys. Позже Slaughterhouse появились в музыкальном видео песни «Forever». Кроме того, группа, Эминем и продюсер из Shady/Aftermath Mr. Porter приняли участие в шоу Тима Вествуда для записи фристайла. К тому времени группа уже подписала контракт с Shady Records.

### Воссоединение Bad Meets Evil
После смерти Пруфа, Ройс и Эминем помирились и снова воссоединились в качестве дуэта Bad Meets Evil и записали EP под названием Hell: The Sequel, выпущенный 14 июня 2011 года на Shady Records.

## Дискография

### Сольные альбомы
| Год  | Название                                                                  | Позиции в чартах | Позиции в чартах | Позиции в чартах | Позиции в чартах | Сертификация RIAA |
| Год  | Название                                                                  | US               | US R&B           | US Rap           | US Independent   | Сертификация RIAA |
| ---- | ------------------------------------------------------------------------- | ---------------- | ---------------- | ---------------- | ---------------- | ----------------- |
| 2002 | Rock City - Выпущен: 26 ноября 2002 - Лейбл: Koch Records/Game Recordings | —                | 29               | *                | 7                |                   |
| 2004 | Death Is Certain - Выпущен: 24 февраля 2004 - Лейбл: Koch Records         | 161              | 39               | *                | 5                |                   |
| 2005 | Independent's Day - Выпущен: 28 июня 2005 - Лейбл: Trouble Records        | —                | —                | —                | —                |                   |
| 2009 | Street Hop - Выпущен: 6 октября 2009 - Лейбл: M.I.C. Records/One Records  | 110              | 29               | 11               | 13               |                   |
| 2011 | Success Is Certain - Выпущен: 9 августа 2011 - Лейбл: Gracie Productions  | 25               | 7                | *                | 3                |                   |
| 2020 | The Allegory Выпущен: 21 февраля 2020 Лейбл: Entertainment One            |                  |                  |                  |                  |                   |

### EP
- The Revival EP (2009)
- "Tabernacle: Trust The Shooter" (2016)

### Совместные альбомы
- Slaughterhouse (в составе Slaughterhouse, 2009)
- Hell: The Sequel (в составе Bad Meets Evil, 2011)
- Slaughterhouse EP (в составе Slaughterhouse, 2011)
- Welcome To: Our House (в составе Slaughterhouse, 2012)
- PRhyme (совместно с DJ Premier, 2014)

### Микстейпы и сборники
- Bad Meets Evil (1999)
- Build & Destroy (2003)
- M.I.C.: Make It Count (2004)
- The Bar Exam (2007)
- The Bar Exam 2 (2008)
- The Bar Exam 2: The Album (2008)
- Trackstar the DJ presents Growth & Patience: The Best of Royce da 5’9″ (2009)
- The Bar Exam 3: The Most Interesting Man (2010)

### Синглы
| Год                                                               | Песня                                 | Позиции в чартах | Позиции в чартах | Позиции в чартах | Позиции в чартах | Позиции в чартах | Позиции в чартах | Позиции в чартах | Альбом                   |
| Год                                                               | Песня                                 | US               | US R&B           | US Rap           | BEL              | GER              | SWI              | UK               | Альбом                   |
| ----------------------------------------------------------------- | ------------------------------------- | ---------------- | ---------------- | ---------------- | ---------------- | ---------------- | ---------------- | ---------------- | ------------------------ |
| 1999                                                              | «I’m the King»                        | —                | —                | —                | —                | —                | —                | —                | Grand Theft Auto III OST |
| 2000                                                              | «Boom»                                | —                | —                | 48               | —                | —                | —                | —                | Rock City (Version 2.0)  |
| 2001                                                              | «You Can’t Touch Me»                  | —                | 66               | —                | —                | —                | —                | —                | Rock City (Version 2.0)  |
| 2002                                                              | «Rock City» (featuring Eminem)        | —                | 99               | —                | 45               | 30               | 37               | —                | Rock City (Version 2.0)  |
| 2004                                                              | «Hip Hop»                             | —                | 98               | —                | —                | —                | —                | —                | Death Is Certain         |
| 2005                                                              | «Politics» (featuring Cee Lo Green)   | —                | —                | —                | —                | —                | —                | —                | Independent’s Day        |
| 2009                                                              | «Shake This»                          | —                | —                | —                | —                | —                | —                | —                | Street Hop               |
| 2009                                                              | «Part of Me»                          | —                | —                | —                | —                | —                | —                | —                | Street Hop               |
| 2009                                                              | «New Money»                           | —                | —                | —                | —                | —                | —                | —                | Street Hop               |
| 2011                                                              | «Writer’s Block» (featuring Eminem)   | —                | 104              | —                | —                | —                | —                | 199              | Success Is Certain       |
| 2011                                                              | «Second Place»                        | —                | —                | —                | —                | —                | —                | —                | Success Is Certain       |
| 2011                                                              | «Legendary» (featuring Travis Barker) | —                | —                | —                | —                | —                | —                | —                | Success Is Certain       |
| «—» denotes releases that did not chart or receive certification. |                                       |                  |                  |                  |                  |                  |                  |                  |                          |